# Orljakovo
Orljakovo is een plaats in de gemeente Kamanje in de Kroatische provincie Karlovac. De plaats telt 220 inwoners (2001).